# 边佳兰深水石油终站
边佳兰独立深水石油终站（英語：Pengerang Independent Deep Water Terminal，简称PDWT）是一项面积达700英亩的深水码头及石油存库计划，由边佳兰独立终站私人有限公司进行填土工程。首期为250英亩。计划预估于2012年年底完工。计划中将建造3座深水码头，一座码头需两年建造，预料第一个深水码头2013年底完工。

## 计划背景

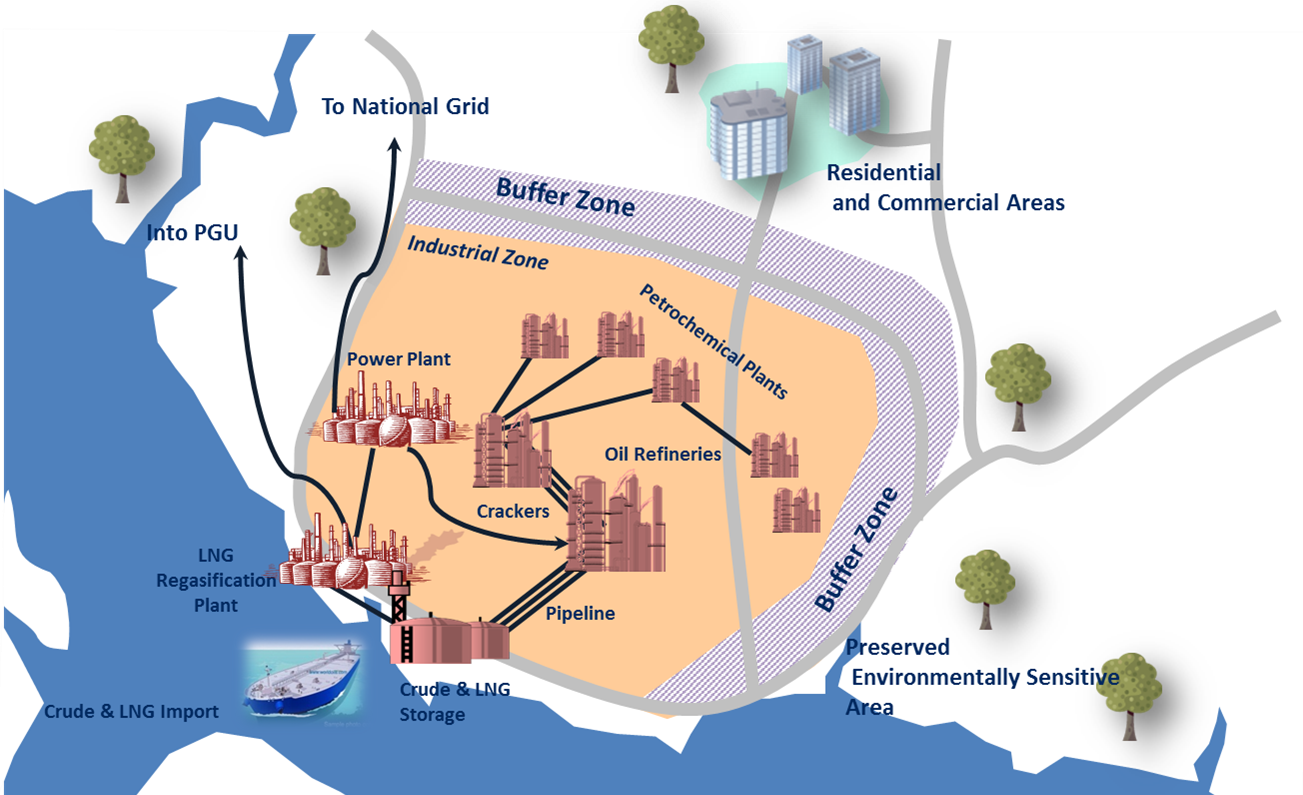
边佳兰深水石油终站規劃圖

### 经济走廊发展计划
阿都拉·巴达威担任马来西亚首相中期，在全国推展了一系列的大规模特区发展，被称为经济走廊发展计划（英語：Economic Corridors Development），坐落在柔佛南部的计划初期称为柔南经济特区（简称WPI），过后易名依斯干达经济特区 (简称IDR)，最后正式定名马来西亚依斯干达（英語：Iskandar Malaysia，简称IM）。
马来西亚依斯干达占地221,634公顷，并分成五个旗舰区（英語：Flagship Zone），其中包括：
- （A）新山综合都市
- （B）努沙再也医疗城
- （C）西部入口发展区
- （D）东部入口发展区
- （E）士乃－士姑来货运中心

在原本规划中，东部入口发展区（丹戎帕拉帕斯港）和西部入口发展区（丹戎浪沙）被规划成油品生产区兼海港，前者以石油化学工业为主，而后者则是生物燃料工业，当时边佳兰并未纳入整套发展计划中。

### 经济转型计划
直至2010年9月份，纳吉·阿都拉萨接任马来西亚首相，并推出了一套称为经济转型计划（英語：Economic Transformation Programme，简称ETP）的经济计划。在此计划中设有十二项国家关键经济领域（英語：National Key Economic Areas，简称NKEA），其中第六项是石油、天然气和能源。根据前述指南，纳吉在有关经济领域在柔佛的两项先行计划（英語：Entry Point Projects，简称EPP）中，其中一项即是在边佳兰打造一个区域性油库及贸易枢纽（英語：Regional Oil Storage and Trading Hub）。

## 施工地点
项目施工地点位于柔佛州哥打丁宜县边佳兰区大湾和三湾之间的海湾，如果以陆路交通计算，它距离柔佛州首府新山市约115公里。此区坐落在柔佛港口限制区域内，距离新加坡国际边界大约7公里，并接近连接马六甲海峡、新加坡及南中国海的国际航线。靠近项目施工现场的农村地区包括农耕地和住宅区，最靠近的住宅区是位于项目西边的大湾村，东边的三湾岛范围内的双溪文都以及散布在距离海岸80米左右的住户 。

## 工程项目
本项目被提出的目的是建设一座具备国际水平的深水石油终站，用于库存、混合及运送原油和石化产品。
深水石油终站由两个主要组合组成：
1. 油库终站：大约700英亩征用土地将用于兴建油库终站，油库终站是由船只载货/卸载、库存、抽取、处理、混合、加热及运送产品时所需的储存油库及产品品管设施。此建筑可容纳1千万立方米的储存量。终站也将设有发电站、水槽、空气/氢气压缩槽、污水处理设施、废料储藏设施、监控室/办公室、仓库、维修室及实验室，以维持终站的运作。
2. 海洋设施：3座将建设的码头中，每座备有8个泊位，可容纳1千DWT至37万DWT之间的各类船只，以作为船只运载和卸载产品之用途。海洋设施周围需总数为1千2百万立方米的基建性疏浚（英語：capital dredging）作为迴船池（英語：turning basin），以提供船只所需的操纵安全和停泊空间。该海洋设施位于柔佛港（英語：Johor Port）范围内。